# وادي السلقا
وادي السلقا هي بلدةٌ زراعيّةٌ فلسطينيّةٌ تقعُ في محافظة دير البلح جنوب مدينة دير البلح. بلغ عددُ سُكّانها 12 ألف نسمة تقريباً عام 2017.